# Winston Fritsch
Winston Fritsch é um economista brasileiro, graduado e mestre em Engenharia pela UFRJ e PhD em economia pela Universidade de Cambridge.

## Biografia
Ex-professor dos Departamentos de Economia da UFRJ e da PUC-RJ, da qual foi Decano do Centro de Ciências Sociais.
Foi Secretário de Política Econômica do Ministério da Fazenda durante o governo de Itamar Franco, quando foram ministros Fernando Henrique Cardoso, Rubens Ricupero e Ciro Gomes. Fez parte da equipe de economistas que criou o Plano Real e manteve uma política econômica voltada para a inserção do Brasil no processo de globalização.
Exerceu a presidência do banco Dresdner Bank, foi sócio do grupo Rio Bravo Investimentos, uma empresa de serviços financeiros e Managing Director do banco Lehman Brothers. Atualmente é Diretor Geral Executivo da Petra Energia.